# In omnibus aliquid, in toto nihil
In omnibus aliquid, in toto nihil (изговор: ин омнибус аликвид, ин тото нихил) латинска је изрека. Није познато ко је изрекао ову мисао. У дословном преводу, изрека гласи: „Од свачега понешто, у целини ништа”.
Значења изреке су: незнања је много више него знања; све више се мора знање усмјеравати — специјализовати; иначе сваштарење води у површност.